# 1926年のメジャーリーグベースボール
以下は、メジャーリーグベースボール（MLB）における1926年のできごとを記す。
1926年4月13日に開幕し10月10日に全日程を終え、ナショナルリーグはセントルイス・カージナルスがリーグ加盟後初の優勝を飾り、アメリカンリーグはニューヨーク・ヤンキースが3年ぶり4度目のリーグ優勝をした。そしてワールドシリーズは初出場のセントルイス・カージナルスが4勝3敗でヤンキースを破り、シリーズ初制覇となった。
1925年のメジャーリーグベースボール - 1926年のメジャーリーグベースボール - 1927年のメジャーリーグベースボール

## できごと
ナショナルリーグは、ジャイアンツが5位に落ち、カージナルスの初優勝となった。この年に移籍してきたビリー・サウスワース、テイラー・ドゥーシット、ブレイズの外野手が揃って3割を打ち、投手陣ではシーズン途中カブスから移籍してきたピート・アレクサンダーがカージナルスでは9勝止まりであったが、前年に同じカブスから移籍してこの年にレギュラーとなったボブ・オファレル捕手がけん引してリーグMVPを獲得し、アレクサンダー投手はワールドシリーズで2勝を上げた。前年ブランチ・リッキーがカージナルスの監督を降り、ロジャース・ホーンスビーが選手兼監督となって、翌年にカージナルスはチーム優勝を果たした。しかしシーズン終了後に三冠王に2度、4割打者に3度輝いたロジャース・ホーンスビーは球団から思いもかけぬ話を聞くこととなった。
一方アメリカンリーグは、リーグ3連覇の後に2年連続でセネタースにペナントを奪われたヤンキースが盛り返した。この年にメジャーデビューとなったトニー・ラゼリ二塁手、マーク・ケーニッグ遊撃手が入団して二遊間を固め、前年6月にレギュラー入りしたルー・ゲーリッグ一塁手、これも前年に中堅に定着したアール・コームス、前年に本塁打王と打点王を獲得したボブ・ミューゼルらがいて、これにベーブ・ルースが揃って、マーダラース・ロウ(殺人打線)が完成しつつあった。投手陣もウェイト・ホイト、ハーブ・ペノックの両輪に当時スピットボールの投球が認められていたアーバン・ショッカーがいて、この年からリーグ3連覇し、翌1927年と次の1928年にワールドシリーズを連覇して、ヤンキースの第1期黄金時代の始まりであった。
ワールドシリーズでは、カージナルスがピート・アレクサンダーとナックルボーラーのジェシー・ヘインズがそれぞれ2勝する活躍もあり、カージナルスが勝った。以後、ヤンキースの黄金時代が長く続いたため目立たないが、カージナルスはナショナルリーグでリーグ優勝19回(史上3位)、ワールドシリーズ優勝は11回を数えてヤンキースに続く史上2位である。
- アメリカンリーグで2位に終わったクリーブランド・インディアンスのジョージ・バーンズ一塁手は、この年当時のシーズン記録となる64本の二塁打を含む114打点と打率.358の活躍を見せ、アメリカンリーグMVPに選ばれた。このシーズン最多二塁打64本の記録は5年後の1931年にボストン・レッドソックスのアール・ウエッブが67本を打って破られたが、現在までに史上2位の記録として残っている。
- ベーブ・ルースはこの年に打率.372、本塁打47本、打点150で、本塁打王と打点王を獲得したが、打率がタイガースのヘイニー・マナシュに6厘差及ばず三冠王を逃した。ルー・ゲーリッグは打率.313で3割に初めて達し、打点112で初めて100以上に達し（これは引退の前年まで13年連続となった）、本塁打16本であった。この年は彼は5番を打っており、3番ルースの後の4番はボブ・ミューゼルで、翌1927年から4番を打つようになった。

### ロジャース・ホーンスビーとフランキー・フリッシュとの交換トレード
ナショナルリーグで5位に終わったニューヨーク・ジャイアンツは、ジョン・マグロー監督とフランキー・フリッシュとの確執が大きく影響して、1903年以降では2回目の勝率5割に達せず、散々なシーズンとなった。シーズン終了後にマグローはチームの中心バッターであったフリッシュの放出を決意した。
一方この年のシーズン終了後、カージナルスのホーンスビーは球団に年5万ドルの3年契約を求めた。しかしカージナルスのオーナーのサム・ブレッドンはそれを認めず1年契約で平行線となった。そして12月になってニューヨーク・ジャイアンツのフランキー・フリッシュ、ジミー・リングとの交換トレードでホーンスビーはニューヨーク・ジャイアンツに移籍することになった。セントルイスのファンは大騒ぎして大反対したが、結局このトレードは成立した。
1920年代前半にセントルイスにはナショナルリーグのカージナルスにロジャース・ホーンスビーが、アメリカンリーグのブラウンズにジョージ・シスラーがいて、どの都市にも見られない同じフランチャイズでの打者としての争いが繰り広げられ、どちらも4割を打ち、ホーンスビーは三冠王を獲得し、シスラーはシーズン最多安打記録257本を1920年に達成してレベルの高い記録を残していた(この記録は2004年にイチローが破った)。
しかしこの交換トレードは結果としてセントルイス・カージナルスにプラスとなった。

### タイ・カッブとトリス・スピーカーの八百長疑惑事件
シーズン終了後の11月2日にデトロイト・タイガースのフランク・ナヴィン球団社長が選手兼監督のタイ・カッブの監督解任を発表した。1ヶ月後の12月2日にクリーブランド・インディアンスのトリス・スピーカーも監督を解任された。そして12月21日にMLBコミッショナーのケネソー・マウンテン・ランディス判事が、1919年のタイガース対インディアンスのゲームで八百長があったとの告発を受けて、トリス・スピーカー、タイ・カッブ、そしてクリーブランド・インディアンスの元投手スモーキー・ジョー・ウッドの3名を極秘裏に審問していることを発表した。これにより、突然の解任劇は八百長疑惑に対する処分であることが判明した。
デトロイト・タイガースの元投手ダッチ・レナードの告発がその発端であったが、しかしその告発の内容が不自然であることがすぐに明らかとなり、翌年1月にランディス判事はトリス・スピーカー、タイ・カッブに無罪の裁定を下し、黒幕とされたアメリカンリーグ会長バン・ジョンソンは辞任に追い込まれた。

### ジャイアンツの17歳の新人
ニューヨーク・ジャイアンツにこの年初めに17歳という異例の若さでルーキーが一人入団してきた。右投げ左打ちのその若者は捕手として入団テストを受けた時に、マグロー監督は体が小さいので契約するつもりはなかったのだが、バッティング練習を見て、急に契約する気になったという。両足を大きく広げて構え、左打者なのでピッチャーが投球動作に入ると右足をヒザの高さまで上げて、球を打つ寸前には右足を地面に付けて打つその特異な打法に、マグローは注目して「将来の大物に育てよう」と決心したという。その若者は外野手に転向して入団3年目の1928年に打率.322・本塁打18本でレギュラー入りした。以後1945年にナショナルリーグで最初の通算500本の本塁打を打ち、引退時点で通算511本を打ち、その間に本塁打王を6回獲得したこの若者の名前はメル・オット。これより33年後に日本の読売ジャイアンツに王貞治が入団したが、この二人に共通点があり、どちらもジャイアンツ一筋の選手生活であったこと、どちらもジャイアンツの監督になったこと、そしてどちらも一本足打法で本塁打王になったことである。

### 規則の改訂
- 従来よりも柔らかいコルク芯のボールが導入された。
- 第3ストライクで投手が暴投した場合の三振が記録されなくなった。
- 犠牲フライの規則が変更となり、フライにより走者が得点した場合だけでなく、一塁から二塁または二塁から三塁に進塁した場合でも、その打席は打数に加えられなくなった。
- 外野フェンスが本塁から250フィート未満の場合、そのフェンスを超えても二塁打とされた。

### 記録
- 4月27日、ウォルター・ジョンソンがMLB史上2人目の通算400勝を達成。
- 10月6日、ワールドシリーズ第4戦でベーブ・ルースが1試合3本の本塁打を打った。これはワールドシリーズ史上最初の記録で、ルースは2年後も1試合3本の本塁打を打った。

## 最終成績

### レギュラーシーズン
| 順 | チーム                           | 勝利 | 敗戦 | 勝率 | G差  |
| -- | -------------------------------- | ---- | ---- | ---- | ---- |
| 1  | ニューヨーク・ヤンキース         | 91   | 63   | .591 | --   |
| 2  | クリーブランド・インディアンス   | 88   | 66   | .571 | 3.0  |
| 3  | フィラデルフィア・アスレチックス | 83   | 67   | .553 | 6.0  |
| 4  | ワシントン・セネタース           | 81   | 69   | .540 | 8.0  |
| 5  | シカゴ・ホワイトソックス         | 81   | 72   | .529 | 9.5  |
| 6  | デトロイト・タイガース           | 79   | 75   | .513 | 12.0 |
| 7  | セントルイス・ブラウンズ         | 62   | 92   | .403 | 29.0 |
| 8  | ボストン・レッドソックス         | 46   | 107  | .301 | 44.5 |

| 順 | チーム                       | 勝利 | 敗戦 | 勝率 | G差  |
| -- | ---------------------------- | ---- | ---- | ---- | ---- |
| 1  | セントルイス・カージナルス   | 89   | 65   | .578 | --   |
| 2  | シンシナティ・レッズ         | 87   | 67   | .565 | 2.0  |
| 3  | ピッツバーグ・パイレーツ     | 84   | 69   | .549 | 4.5  |
| 4  | シカゴ・カブス               | 82   | 72   | .532 | 7.0  |
| 5  | ニューヨーク・ジャイアンツ   | 74   | 77   | .490 | 13.5 |
| 6  | ブルックリン・ロビンス       | 71   | 82   | .464 | 17.5 |
| 7  | ボストン・ブレーブス         | 66   | 86   | .434 | 22.0 |
| 8  | フィラデルフィア・フィリーズ | 58   | 93   | .384 | 29.5 |

### ワールドシリーズ
- ヤンキース 3 - 4 カージナルス

| 10/2 –  | カージナルス | 1  | - | 2 |  | ヤンキース   |
| 10/3 –  | カージナルス | 6  | - | 2 |  | ヤンキース   |
| 10/5 –  | ヤンキース   | 0  | - | 4 |  | カージナルス |
| 10/6 –  | ヤンキース   | 10 | - | 5 |  | カージナルス |
| 10/7 –  | ヤンキース   | 3  | - | 2 |  | カージナルス |
| 10/9 –  | カージナルス | 10 | - | 2 |  | ヤンキース   |
| 10/10 – | カージナルス | 3  | - | 2 |  | ヤンキース   |

## 個人タイトル

### アメリカンリーグ
| 項目   | 選手                       | 記録 |
| ------ | -------------------------- | ---- |
| 打率   | ヘイニー・マナシュ (DET)   | .378 |
| 本塁打 | ベーブ・ルース (NYY)       | 47   |
| 打点   | ベーブ・ルース (NYY)       | 150  |
| 得点   | ベーブ・ルース (NYY)       | 139  |
| 安打   | ジョージ・バーンズ (CLE)   | 216  |
| 安打   | サム・ライス (WS1)         | 216  |
| 盗塁   | ジョニー・モスティル (CWS) | 35   |

| 項目   | 選手                         | 記録 |
| ------ | ---------------------------- | ---- |
| 勝利   | ジョージ・ウール (CLE)       | 27   |
| 敗戦   | ミルト・ガストン (SLA)       | 18   |
| 敗戦   | ポール・ザーニシャー (BOS)   | 18   |
| 防御率 | レフティ・グローブ (PHA)     | 2.51 |
| 奪三振 | レフティ・グローブ (PHA)     | 194  |
| 投球回 | ジョージ・ウール (CLE)       | 318⅓ |
| セーブ | フィルッポ・マーベリー (WS1) | 22   |

### ナショナルリーグ
| 項目   | 選手                         | 記録 |
| ------ | ---------------------------- | ---- |
| 打率   | バブルス・ハーグレイブ (CIN) | .353 |
| 本塁打 | ハック・ウィルソン (CHC)     | 21   |
| 打点   | ジム・ボトムリー (STL)       | 120  |
| 得点   | カイカイ・カイラー (PIT)     | 113  |
| 安打   | エディ・ブラウン (BSN)       | 201  |
| 盗塁   | カイカイ・カイラー (PIT)     | 35   |

| 項目   | 選手                     | 記録 |
| ------ | ------------------------ | ---- |
| 勝利   | ピート・ドノヒュー (CIN) | 20   |
| 勝利   | レイ・クレマー (PIT)     | 20   |
| 勝利   | リー・メドウズ (PIT)     | 20   |
| 勝利   | フリント・レム (STL)     | 20   |
| 敗戦   | ジェシー・ペティ (BRO)   | 17   |
| 敗戦   | チャーリー・ルート (CHC) | 17   |
| 防御率 | レイ・クレマー (PIT)     | 2.61 |
| 奪三振 | ダジー・ヴァンス (BRO)   | 140  |
| 投球回 | ピート・ドノヒュー (CIN) | 285⅔ |
| セーブ | チック・デービース (NYG) | 6    |

## 表彰
シーズンMVP
- ナショナルリーグ ： ボブ・オファレル (STL)
- アメリカンリーグ ： ジョージ・バーンズ (CLE)